# دلارام (تفرش)
دِلارام (نام‌های دیگر تِراران، طِراران) یکی از روستاهای دهستان بازرجان بخش مرکزی شهرستان تفرش در استان مرکزی ایران است.
دلارام در عرض جغرافیایی ۳۴ درجه و ۴۴ دقیقه شمالی و ۴۹ درجه و ۵۷ دقیقه طول شرقی واقع شده است. از شمال به کوه‌ها، از جنوب به روستای چال، از شرق به زاغر و از غرب با نقوسان مجاور است. این روستا حدود ۱۶۰ خانوار داشته ولی امروزه جمعیت ثابت آن ۳۰ خانوار (۶۸ نفر) است. تراران در تقسیمات اصلی به تراران پایین و بالا تقسیم می‌شود. گنجعلی، پارسا، قوام‌زاده، کریمی زند و انوشیروانی و الله یار از نام‌های خانوادگی رایج اهالی است.
۲۶ نفر از جمعیت آن بی‌سواد هستند. مذهب مردم روستا شیعه دوازده‌امامی است. محصولات باغی تراران بیشتر گردو، بادام و سنجد است و بیشتر خیابان‌ها و کوچه‌های این روستا آسفالته هستند و در وضعیت خوبی به‌سر می‌برند.
تفرش یکی از قدیمی‌ترین مناطق استان مرکزی کنونی بوده و در دوران باستان سنگر زرتشتیان بوده است. سردار معروفی به نام دلارام تفرشی در دوران فتح اسلام در دفاع از ایران ساسانی جنگید و نام روستای دلارام را در نزدیکی تفرش گذاشته است. امروزه این روستا را تراران نیز می‌نامند.

## دهکده پزشکان
روستای دلارام به دهکده پزشکان نیز معروف است و تابلویی به همین نام در منطقه ورودی آن نصب شده است. در گذشته در این روستا ۱۷۵ پزشک از ۱۸۰ خانواده برخاسته است، یعنی تقریباً هر خانواده یک پزشک و به همین دلیل این روستا به این عنوان نام‌گذاری شده است. اردشیر قوام‌زاده پدر پیوند مغز و استخوان ایران و احمد پارسا پدر علم گیاه‌شناسی نوین ایران و نخستین استاد گیاه‌شناسی دانشگاه تهران و حبیب‌الله زند تفرشی مهندس راه و تنها مهندس ایرانی تونل کندوان از مشاهیر این منطقه هستند. شب‌افروز جزو اولین دندانپزشکان ایران و پایه‌گذار بخش دندانپزشکی دانشگاه تهران نیز از اهالی دلارام است. عطاءالله پارسا پزشک داروساز، قدرت‌الله پارسا پروفسور رادیولوژی، محمدحسین پارسا دکترای اقتصاد و حسن پارسا، مهندس باسابقه راه و ساختمان (سازنده پل جدید دزفول و کارخانه‌های بزرگ متعدد) ازجمله افراد معروف دلارام هستند. بیشترین پزشکان روستا از خانواده پارسا هستند. نیکی کریمی بازیگر و هنرپیشه سرشناس ایرانی اهل این منطقه است و روزبه پارساپور تاریخدان، نویسنده و بنیانگذار مرکز مطالعات خلیج فارس نیز اهل دلارام است. به گفته زهرا گنجعلی دهیار طراران بیشتر پزشکان از روستا به خارج از کشور یا اراک و تهران رفته‌اند و تنها ۴۰ خانوار ساکن ثابت در روستا زندگی می‌کنند و فقط در ایام تعطیل روستا شلوغ می‌شود.

## زبان و فرهنگ
زبان مردم تراران، فارسی با لهجه تهرانی است ولی در گذشته فارسی با لهجه‌ای محلی صحبت می‌شده که برخی از سالمندان با آن آشنا هستند. در سده‌های گذشته زبان رایج محل گونه‌ای از زبان راجی از دسته زبان‌های ایرانی مرکزی بوده که رفته‌رفته جای خود را به فارسی داده ولی آثاری از آن در لهجه محلی سالمندان تراران بجا مانده است.
در گذشته شمار زیادی از میرزایان و خوشنویسان دیوانی و درباری ایران از منطقه تفرش و آشتیان بوده‌اند.
درصد بالایی از مردم تراران به مرور زمان به تهران مهاجرت کرده‌اند و مسافرت بسیاری از ترارانی‌تباران تهرانی به هنگام عاشورا و تاسوعا برای تماشای مراسم تعزیه جوش و خروشی در این روستا به‌راه می‌اندازد. محل تمرکز مهاجران تفرشی به تهران در آغاز محلات پیرامون چهارراه مختاری شاپور بوده است و مسجد تفرشیان مقیم مرکز هم در نزدیکی آن قرار دارد.

## مناطق دیدنی
- دشت تراران
- درخت گردو شهسواری
- قلعه دختر
- قلعه معمار
- تخت رستم
- گردوی شهسواری
- آب گراب (آبگَرّو و به گویش بومی «اُو گر اُو» به معنای آبی که از سنگ می‌جوشد)
- سر خاک
- رزاوه
- کوه سه‌سوراخ (دارای سه یا چندین غار)
- شاه‌چنار
- سر اَسْتَل (استخر)
- چشمه علی

درخت گردو انوشیروان با محیط ۶ متر و قطر ۲ متر در روستای تراران بالا (دلارام) قرار دارد. این درخت دارای ۵ شاخه اصلی است که هر یک خود به اندازه یک درخت تنومند است؛ و سالانه ۲۵۰۰۰–۳۰۰۰۰ عدد گردو می‌دهد، در صورتی که یک درخت بزرگ گردو در سال حداکثر ۳۰۰۰ عدد گردو محصول می‌دهد. ارتفاع ان بیش از ۲۰ متر بوده و عمر آن را بیش از دو هزار سال تخمین زده‌اند.
مردم بومی اعتقاد بر این دارند که این درخت در زمان انوشیروان دادگر ساسانی کاشته شده و به گردوی شهسواری معروف است.